# Fölskärs Fjärden
Fölskärs Fjärden är en fjärd i Åland (Finland). Den ligger i den sydöstra delen av landskapet, 60 km sydost om huvudstaden Mariehamn.